# Amphiesma sieboldii
Amphiesma sieboldii là một loài rắn trong họ Colubridae. Loài này được Günther mô tả khoa học đầu tiên năm 1860.